# Bembicini
Tribu
Les Bembicini sont une tribu d'hyménoptères de la famille des crabronidés et de la sous-famille des Bembicinae. Elle comprend les sous-tribus suivantes :
- Argogorytina
- Bembicina (synonyme : Stictiellina)
- Exeirina (synonymes : Clitemnestrina, Olgiina)
- Gorytina (synonymes : Arpactini, Hoplisini)
- Handlirschiina
- Heliocausina
- Stizina
- Trichogorytina